# Мокроусова Лідія Миколаївна
Мокроусова Лідія Миколаївна — радянський і український монтажер кіностудії «Київнаукфільм» і «Укранімафільм». Член Національної спілки кінематографістів України.

## Біографічні відомості
Народилася 9 квітня 1936 р. у с. Суворовці Одеської обл. 
Закінчила кінознавчий факультет Київського державного інституту театрального мистецтва ім. І.Карпенка-Карого (1970).

## Фільмографія
Монтаж кінофільмів:
- «Лобо» (1978, реж. Ігор Негреску)
- «Ведмежа» (1981, у співавт.; реж. В'ячеслав Прокопенко)

Монтаж мультфільмів:
- «Страшна помста» (1987)
- «Розгардіяш» (1988)
- «Що тут коїться іще?!!» (1988)
- «Осінній вальс» (1989)
- «Безтолковий вомбат» (1990)
- «Останній бій» (1989)
- «Повертайся, Капітошко!» (1989)
- «Дерев'яні чоловічки» (1990)
- «Безтолковий вомбат» (1990)
- «Страсті-мордасті» (1990)
- «Тривога в лісі» (1990)
- «Щасливий принц» (1990)
- «Заєць в людях» (1991)
- «Котик та півник» (1991)
- «Чому зникла шапка-невидимка» (1991)
- «Історія кохання» (1992, у титрах Людмила Мокроусова)
- «Круглячок» (1992)
- «Богданчик і барабан» (1992)
- «Кривенька качечка» (1992)
- «Полювання» (1992)
- «Лялька» (1993)
- «Тредичіно» (1993)
- «Про Дуків Срібляників і Хвеська Ганджу Андибера» (1994)
- «Таємний притулок кохання» (1994)
- «Як козаки у хокей грали» (1995)
- «Казка про богиню Мокошу» (1995)
- «Вій» (1996)
- «Тополя» (1996)
- «Покрово-Покрівонько...» (1997, у титрах Л. Макроусової)
- «Ходить Гарбуз по городу...» (1997)
- «Зерно» (2000)
- «Світла особистість» (2001)
- «Йшов трамвай дев'ятий номер» (2002)
- «Одноразова вічність» (2002)
- «Нікого немає вдома» (2003)
- «Ключ» (2004)
- «Будиночок для равлика» (2005)
- «Найменший» (2006)

Працювала над мультфільмами:
- «Капітан Туссі» (1991)